# ホワイトガソリン

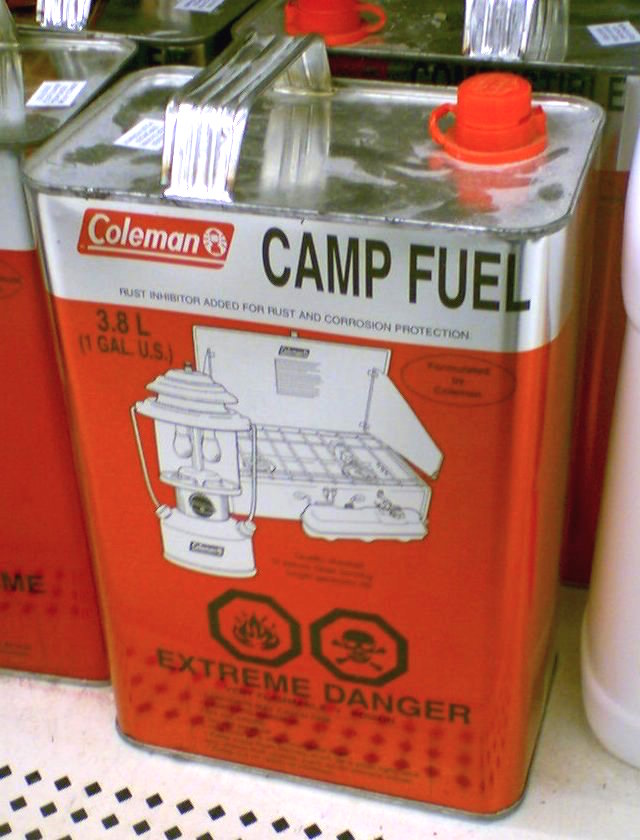
コールマン製ホワイトガソリン。キャンプフューエルとも呼ばれる。

ホワイトガソリン（米: White Gas）とは、石油製品のひとつである。今日ではキャンプ用品として用いられるポータブルストーブやランタンの燃料として用いられる、ナフサから成る石油製品を表す一般名詞として用いられることが多い。日本では白ガス（しろガス）という通称が用いられることもある。この場合、自動車用のガソリンは赤系の色に着色されていることから赤ガス（あかガス）という通称で区別される。
ホワイトガソリンは、ガソリンの中でもほぼ純粋な石油成分のみで構成されておりオクタン価が低く、例えばコールマン製ホワイトガソリンで50-55前後であるため、ガソリンエンジンの燃料として用いるには不適であるが、オクタン価向上剤などの添加剤が混入されていないため、煤の発生が少なく、登山用ポータブルストーブやランタンの燃料として、今日でも最も適している。
ENEOS系列のガソリンスタンドでは、18リットル缶単位で小売りされている場合もあるが、一般のガソリンスタンドで小売り販売されていることは少なく、殆どは200リットルドラム缶単位などでしか購入できない。ガソリンスタンドで小売りされるホワイトガソリンは燃料としてではなく部品洗浄油として販売されている。ほとんどの場合、ホームセンターや登山用品店などで4リットル又は1リットル缶単位で販売される。
アメリカ合衆国では、コールマンが販売するホワイトガソリンの商標である Coleman fuel という名称の方が一般に知られていたが、有鉛ガソリンが存在した時代にはレギュラーガソリンには赤色の色素が混入され、有鉛ハイオクガソリンには紫色の色素が添加されており、これと区別するため無着色の Coleman fuel が自然に White Gas と呼ばれるようになった経緯が存在する。
なお、コールマンが製造販売するホワイトガソリンには、青色の色素が混入されており、その他のメーカーが製造販売する無着色のホワイトガソリン（白ガス）と区別して、コールマン製ホワイトガソリンには青ガス（あおガス）という通称が用いられることもある。